# Matúš Kozáčik
Matúš Kozáčik (Dolný Kubín, Eslovaquia, 27 de diciembre de 1983) es un exfutbolista y entrenador eslovaco que jugaba en la posición de portero. Desde 2020 es entrenador de porteros del F. C. Viktoria Plzeň.

## Selección nacional
Fue internacional con la selección de fútbol de Eslovaquia en 29 ocasiones. Acudió a la Eurocopa 2016 en la que fue elegido mejor jugador del partido en el último encuentro de la fase de grupos frente a Inglaterra tras dejar la portería a cero y evitar varios goles ingleses. En los octavos de final paró un penalti a Mesut Özil, pero fueron derrotados por Alemania.

### Participaciones en Eurocopas
| Copa          | Sede    | Resultado        | Partidos | Goles |
| ------------- | ------- | ---------------- | -------- | ----- |
| Eurocopa 2016 | Francia | Octavos de final | 4        | 0     |

## Clubes
| Club                 | País            | Año       |
| -------------------- | --------------- | --------- |
| MFK Kosice           | Eslovaquia      | 2000-2002 |
| Slavia Praga         | República Checa | 2002-2007 |
| Sparta de Praga      | República Checa | 2007-2010 |
| Anorthosis Famagusta | Chipre          | 2010-2012 |
| F. C. Viktoria Plzeň | República Checa | 2012-2019 |

## Palmarés

### Títulos nacionales
| Título                               | Club                 | País            | Año  |
| ------------------------------------ | -------------------- | --------------- | ---- |
| Copa de la República Checa           | Sparta de Praga      | República Checa | 2008 |
| Liga de Fútbol de la República Checa | Sparta de Praga      | República Checa | 2010 |
| Liga de Fútbol de la República Checa | F. C. Viktoria Plzeň | República Checa | 2013 |
| Liga de Fútbol de la República Checa | F. C. Viktoria Plzeň | República Checa | 2015 |
| Supercopa de la República Checa      | F. C. Viktoria Plzeň | República Checa | 2015 |
| Liga de Fútbol de la República Checa | F. C. Viktoria Plzeň | República Checa | 2016 |
| Liga de Fútbol de la República Checa | F. C. Viktoria Plzeň | República Checa | 2018 |